# بلین اندرسون
بلین اندرسون (به انگلیسی: Blaine Anderson) یک شخصیت خیالی در سریال موزیکال کمدی-درام آمریکایی گلی است که توسط دارن کریس, بازی می‌شود. اولین بار در ایپزود ششم از گلی‌ حضور یافت و در آن به عنوان خواننده اصلی گروه چکاوک‌ها که یک همجنسگرای علنی است، معرفی گشت. این شخصیت در سریال با کرت هامل (کریس کولفر) که او نیز همجنسگرای دیگری است دوست می‌شود و از ایپزود شانزدهم‌ فصل دوم با کرت رابطه برقرار می‌کند. در ابتدای فصل سوم از مدرسه خود (دالتون آکادمی) به مدرسه کرت (مک‌کینلی) منتقل می‌شود تا با وی بیشتر باشد. این دو نیز در اپیزود پنجم از فصل سوم با هم برای اولین بار سکس می‌کنند.
به عنوان خواننده اصلی گروه چکاوک‌ها نسخه بازخوانی بلین از رویای نوجوانی به قدری پرفروش شد که در ۱۰۰ آهنگ داغ بیلبورد هشتم شد و ۱.۳ میلیون نسخه فروش رفت. در هفته اول فروش نسخه ۲۱۴٬۰۰۰ فروش داشت که میان ترانه‌های سریال گلی رکورد محسوب می‌شود و تاکنون این رکورد شکسته نشده‌است.